# 大衡インターチェンジ
大衡インターチェンジ（おおひらインターチェンジ）は、宮城県黒川郡大衡村松の平にある東北自動車道のインターチェンジ（地域活性化インターチェンジ）である。大和インターチェンジから3キロメートルほど北に位置する。宮城県道57号大衡落合線と接続しており、その交差点の南東には大衡簡易パーキングエリアが設置されている。

## 歴史

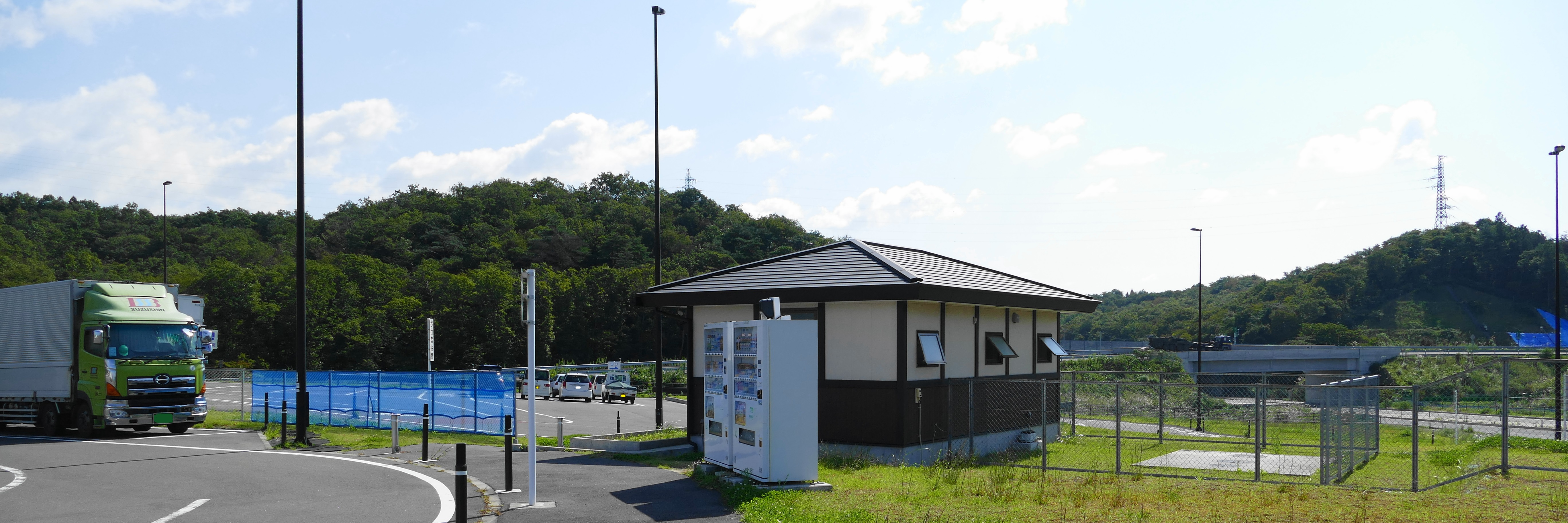
大衡簡易パーキングエリア

トヨタ自動車の子会社であるセントラル自動車（当時）が黒川郡の第二仙台北部中核工業団地に移転することをうけて、宮城県の主導により大衡インターチェンジの建設が進められた。大衡インターチェンジ設置の目的については、この工業団地から仙台都市圏環状自動車専用道路を経由して仙台港または仙台空港へのアクセス改善の文脈で語られることが多い。総工費は35億円で、宮城県負担分の一部にはみやぎ発展税（法人事業税の超過課税）が活用されている。
- 2009年（平成21年）
  - 6月30日：国土交通省から東北自動車道への連結許可が認可される[7]。
  - 10月4日：本体工事の起工式を施行して着工開始。
- 2010年（平成22年）12月18日：供用開始[4]。

## 道路
- E4 東北自動車道 (30-1)

接続する道路
- 宮城県道57号大衡落合線

## 料金所

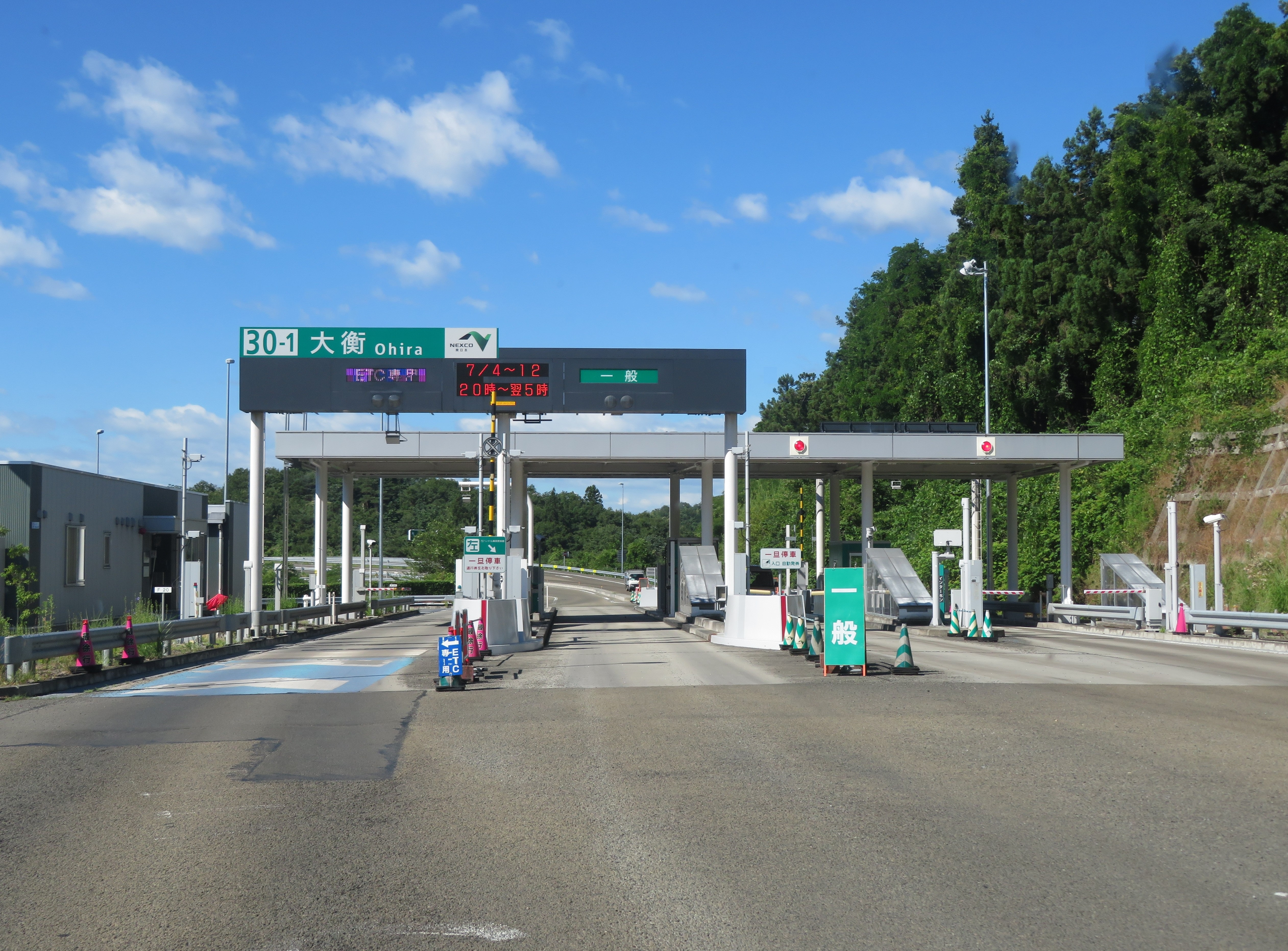
料金所付近

- ブース数：4

### 入口
- ブース数：2
  - ETC専用：1
  - 一般：1

### 出口
- ブース数：2
  - ETC専用：1
  - 一般：1

## 隣
E4 東北自動車道
(30) 大和IC - (30-1) 大衡IC - (30-2) 三本木PA/スマートIC - (31) 古川IC